# 山崎燿
山崎 燿（やまざき よう、1967年4月26日 - ）は、日本の作詞家、作曲家。東京都青梅市出身。本名・山﨑利明。成蹊大学法学部卒業。

## 概要
1967年東京都青梅市生まれ。5歳からピアノを始めてクラシック音楽の基本を学ぶ。中学時代は室内楽部に在籍し、ピアノ、チェンバロ、コントラバス奏者として活動。アンサンブルというものに強い興味を持ち、作曲・編曲を始めた。
高校時代から実兄の影響でバンド活動を始めて、今までに身につけてきたクラシックと、ロックが融合する。成蹊大学法学部を卒業後、コンポーザーとしての道へ進む。
25歳にて作曲家デビューを果たす。翌年の1994年、フジパシフィック音楽出版と専属契約を結ぶ。
1997年、自らプロデュースする女性ボーカリストユニット"ef collage"(エフ・コラージュ)でメジャーデビュー。
その後、AKB48のデビュー当時から楽曲を提供し続けて、2010年「ヘビーローテーション」が国民的大ヒットソングとなった。オリコンチャート第1位をはじめ、ファン投票2年連続第1位獲得、2010年、2013年、2015年とNHK紅白歌合戦で歌唱。カラオケチャートでは約2年間、43週トップという快挙な記録を作る。2012年・2013年と2年連続JASRAC賞において金賞受賞、2014年同賞銀賞受賞、ミュージックビデオのYouTube動画は1億回再生数を超えた（2021年12月31日現在 1億6737万回再生数）。2012年7月までオリコン100週チャートインを果たした。
その他にチームA「AKB参上!」、チームK「転がる石になれ」は初期から現在までAKB48の公演クライマックスに流れる名曲としてファンから支持を受ける。
「あなたがいてくれたから」はAKBを代表するバラードで過去5年を振り返ったPVが話題に。その後、韓国映画『TSUNAMI -ツナミ-』のテーマ曲となり、映画は2009年に公開され、観客動員数は1145万人を突破するヒット映画となった。
2012年、天海祐希主演のフジテレビ連続ドラマ『カエルの王女さま』で俳優デビューを果たした。

## 人物
- 幼稚園のときは4月生まれの早生まれだったせいか体が大きく、ガキ大将タイプだった。何でもしたいタイプだった山崎は周囲でピアノを弾く友人らに負けたくない思いで、自らクラシックピアノを習いたいと志願した。上手だった同級生の女の子に「教えろ！」と言ったところ、女の子は「いいよ」と言って山崎をの手をとって1つ1つ教えてくれた。全く譜面を読めない山崎だったが、なんとも言えない楽しさと女の子の手に触れた不思議な胸騒ぎが現在の曲作りの原風景となっているという。1曲弾けたら嬉しくて狂ったように家で1日中弾いていた[2]。
- 耳で聞いたものをすぐさまピアノで弾く特技を持っていた。小学校6年生のとき全校生徒の前でピンクレディーを弾き拍手喝采となり、クラシックとポップの融合の心地よさを知る。作曲家の原点となったステージだったと話している[2]。
- 成蹊大学4年のときに日本でバークリー音楽大学の短期セミナーが静岡県で行われて参加。そのことをキッカケに音楽大学進学を夢見て3年間フリーターを経験した[2]。
- 秋元康が所属するフジパシフィックミュージックの岩崎淳（当時現場ディレクター）との出会いで作家デビューを果たした。バンド活動をしていたことを知っていた岩崎はデモテープを聞いて「メロはいい曲だから作曲家をいう道はどうか」と指針してくれたという[2]。
- ヘビーローテーションはもともとAKB48のために書いた曲ではなかった。当時、山崎の妻は病気で療養中で山崎自身が精神的に落ち込んでいたという。「このままではいけない！」と自身を奮い立たせようと自分に対する応援歌をイメージして書いた曲だった。その後、秋元康から「元気な曲」がいいというリクエストのコンペがあり、すんなり「ヘビーローテーション」が通過した。ただし秋元から「もうひと盛り上がりほしい」という発注に応えて「いつも聴いてたfavoritesongあの曲のように…」の展開パートを急遽増やして完成した。2019年に妻は他界してしまったが、山崎は今を振り返るともう二度と同じような曲は作れないとラジオで語っている[5]。
- 人懐っこい性格で誰とも仲良くなれる性格。生前のさくらももこ（『ちびまる子ちゃん』漫画家）と家族ぐるみの付き合いで毎週さくらの自宅に行っていたという。番組出演した際には、さくらが書いた山崎の似顔絵が紹介された[5]。

## 作曲作品

### アーティスト
50音順
- 愛
  - 「君にAiDai/ふたりで乗った観覧車」 - TBSテレビ恋愛リアルショー「中居大輔と本田翼と夜な夜なラブ子さん」がキッカケでCDデビュー[6]
- アクア☆マジック
  - 「Shinin’ Magic」 - プロバスケットチーム「島根スサノオマジック」ソング[7]。
- あやまんJAPAN
  - 「DDD～どこでも誰でも大丈夫～」[8]
- 池田彩
  - 「♯キボウレインボウ♯」
- 泉川そら&ブラブラブラボース
  - 「クラスで一番スゴイやつ」
- 稲垣潤一
  - 「STARTING OVER」[1]
  - 「プラスマイナス〜ZERO〜の法則」
- AKB48
  - 「夏が行っちゃった」[1]
  - 「君が星になるまで」[1]
  - 「転がる石になれ」[1]
  - 「AKB参上!」[1]
  - 「横須賀カーブ」
  - 「あなたがいてくれたから」[1]
  - 「ヘビーローテーション」[1]
  - 「ALIVE」（「チャンスの順番」C/W)
- HKT48
  - 「クラクションで I love you !」
- SNH48
  - 「無尽旋転」
- ef collage
  - 「Today」
  - 「I can see your smile!!」
  - 「星」
  - 「Happy your special day」
  - 「Tell me」
  - 「異国の街では」
- 尾崎紀世彦
  - 「燃えろ!ガリバーボーイ」
- 片岡鶴太郎
  - 「夢の背中」
  - 「屋台」
- グッチ裕三
  - 「シェフ!!」
- けこり
  - 「春のうた」[9]
- 白鳥美麗（渡辺直美）
  - 「ピカル 恋がしたい」[10]
- 超特急
  - 「Beautiful Chaser」
- ビートたけし
  - 「修善寺で別れた大宮の女」[1]
- BOBヒロオ
  - 「GJ8マンのテーマ」
- 祭nine.
  - 「嗚呼、夢神輿」
  - 「BE☆THE WIND」
  - 「I’m Fire！」
  - 「いいKAGENにして」
- やまたろう
  - 「長良川鉄道の夜」
- ゆきこたんズ（雪印コーヒー公式キャラクター）
  - 「Milk & Coffee Love」　※竹達彩奈ほか歌唱[11]
- ribbon
  - 「夜明けなんていらない」[1]
- 和田アキ子
  - 「すばらしき人よ」[12]

### テレビ 関連(劇伴・劇中歌・BGM など)
- 「クイズ！ヘキサゴン」背景音楽
- 「PERFECT SPORT (すぽると！)」テーマ・背景音楽
- 「めちゃ×2イケてるッ!」テーマ・背景音楽
- 「ココリコミラクルタイプ」テーマ・背景音楽
- 「脳内エステ IQサプリ」テーマ・背景音楽
- 「はねるのトびら」テーマ・背景音楽
- 「こたえてちょーだい！」テーマ・背景音楽
- 「わかってちょーだい！」テーマ・背景音楽
- 「ライオンのごきげんよう」テーマ・背景音楽
- 「スポーツLIFE HERO'S」テーマ・背景音楽
- フジテレビ系木曜劇場「カエルの王女さま」音楽プロデュース＆コーラスアレンジ

### アニメ
- 「デジモンテイマーズ 冒険者たちの戦い」挿入歌 「トモダチの海」　※Sammyが歌唱
- 「スイートプリキュア♪」エンディング曲 「#キボウレインボウ#」　※池田彩が歌唱
- 「トリコ」キャラクターソング「ゼブラ!!」　※松田賢二が歌唱
- 「トリコ」キャラクターソング「シェフ!!」　※グッチ裕三が歌唱
- 「1グラムだけの MIRACLE」  ※水樹奈々が歌唱
- 「ドラゴンボール改」 挿入歌「参上!!ギニュー特戦隊!!」　※山崎耀が歌唱[13]
- 「ドラゴンボール改」 挿入歌「Win Tough Fight!」　※山崎耀が歌唱
- 「我が家のお稲荷さま。」 挿入歌「奇跡〜I believe in you〜」　 ※ヒトミソラ（吉田仁美・イズミカワソラ）が歌唱
- 「るろうに剣心 -明治剣客浪漫譚-」 エンディング曲「涙は知っている」　　※ 涼風真世が歌唱[1]

### 映画
- 「あゝ!一軒家プロレス」劇伴

## 編曲作品
- TSUKEMEN
  - 「I WANT YOU BACK」(「時を超える絆」より）　※Jackson5 カバー編曲[14]
  - 「ラ・ラ・カノン (カノン〜Another Day of Sun)」(「時短クラシック」より)
  - 「DANCE!ベートーヴェン・シンフォニー(交響曲第1番〜9番」(「時短クラシック」より)
  - 「雨ノチ晴レ。」(「X (テン)」より)
  - 「Sperking!!」(「X (テン)」より)
- 近藤隆
  - 「君に出会った日から」（「A little wonder」より）
  - 「雨のパズル」（「A little wonder」より）
  - 「少年期」（「A little wonder」より）

## 出演

### ドラマ
- 「カエルの王女さま」（フジテレビ、2012年4月～6月） - 役名・藤岡（シャンソンズの練習でピアノ伴奏・ギター演奏を担当）

### バラエティー番組
- 「水曜日のダウンタウン」（TBSテレビ） - ヘビーローテーション作曲者として紹介
- 「熱唱!ミリオンシンガー」（日本テレビ）- 審査員として